# Революционная социалистическая партия (Люксембург)
Революционная социалистическая партия, РСП (люкс. Revolutionär Sozialistesch Partei, фр. Parti socialiste révolutionnaire, нем. Revolutionär Sozialistischer Partei, RSP, PSR) — троцкистская политическая партия в Люксембурге; официальная люксембургская секция Четвертого интернационала. С 1999 года действует в рамках блока «Левые».

## История и деятельность
Радикализация студенческого движения 1960-х годов имела место и в Люксембурге. В рамках Всеобщей ассоциации люксембургских студентов (ВАЛС) возникло течение «Социалистическая и революционная левая» (Gauche socialiste et révolutionnaire). В мае 1970 года активисты этого течения начинают выпуск собственного издания «Klassenkampf» (Классовая борьба). В 1970 году на основе течения была учреждена Революционная коммунистическая лига (РКЛ), ставшая люксембургской секцией Четвёртого интернационала. Газета «Klassenkampf» стала центральным органом новой организации.
На 6-м конгрессе РКЛ в декабре 1984 года было принято решение о преобразовании лиги в Революционную социалистическую партию. Существует также молодёжное крыло партии — «Революционная социалистическая молодёжь».
В январе 1999 года РСП объединилась с Коммунистической партией Люксембурга и организацией «Новые левые» в блок «Левые». Впервые «Левые» заявили о себе на всеобщих выборах 1999 года. Тогда они получили 3,3 % голосов и одно место в парламенте — Палате депутатов Люксембурга.